# Christian Frederik von Hansen

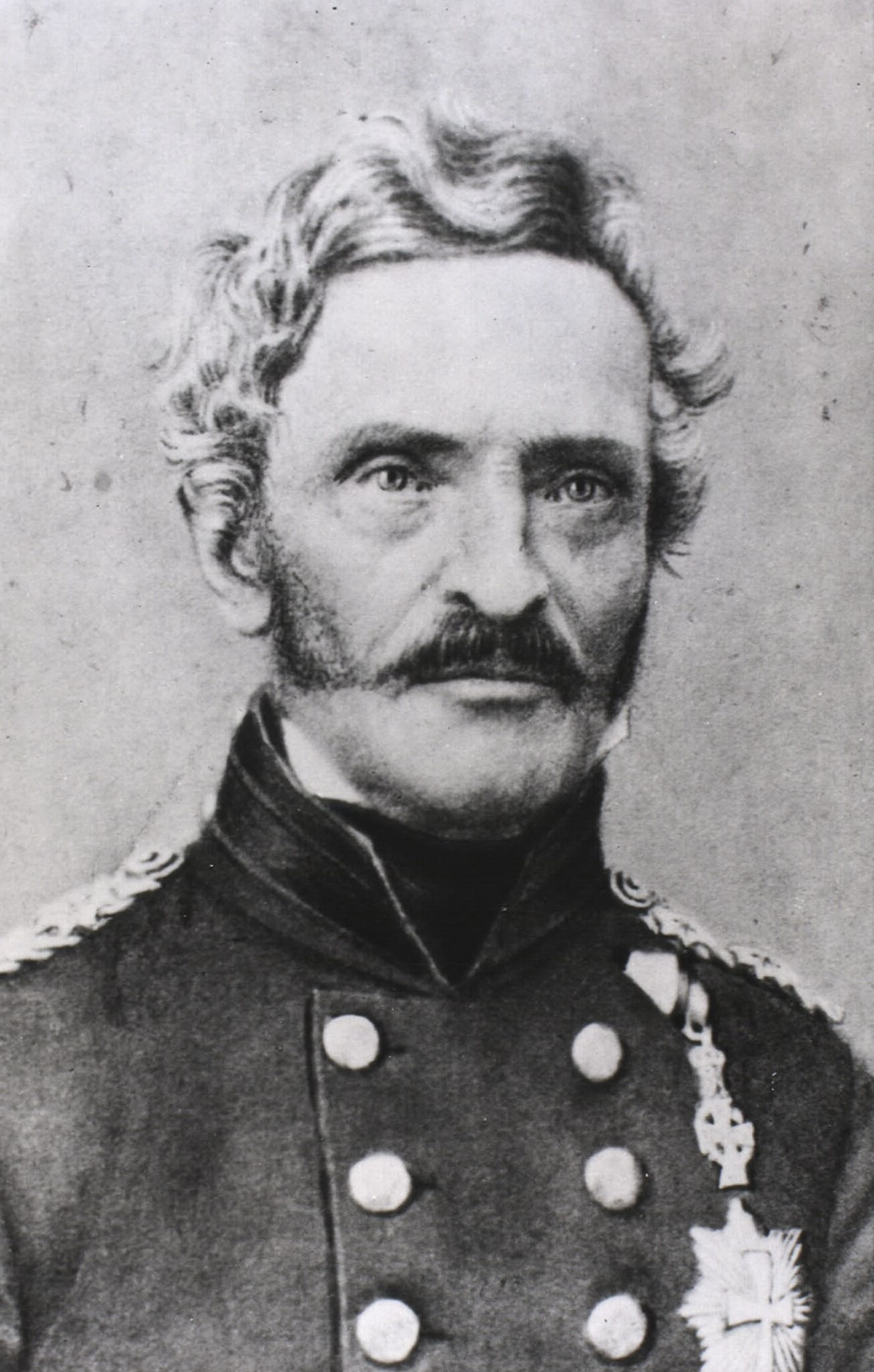
C. F. Hansen

Christian Frederik von Hansen (* 29. November 1788 in Helsingør; † 22. Juni 1873) war ein dänischer General und Kriegsminister.

## Leben
Hansens Vater war der Magister und Konrektor Hans Christian von Hansen (1753–1843), seine Mutter war dessen Gattin Anna, geb. Bruun (1755–ca. 1838). Hansen besuchte die Schule in Helsingør. 1806 schloss er bereits sein Jurastudium ab und schlug eine militärische Laufbahn ein. 1809 wurde er zum Sekondelieutenant des seeländischen Jägerkorps ernannt. Als junger Offizier nahm er am Napoleonischen Krieg in Frankreich teil, diente im holsteinischen Jägerkorps und im holsteinischen Infanterieregiment. Dort erlernte er die französische Sprache. Im Jahr 1822 wurde er als Jurist im Generalstab und für besondere Zwecke in der höheren Verwaltung eingesetzt. In den Jahren 1831 bis 1842 war er als Lehrdirektor an der Landkadettenakademie tätig und reorganisierte das Bildungsprogramm. In dieser Zeit wurde er 1833 zum Oberleutnant, 1835 zum Divisionskommandeur, 1836 zum Befehlshaber der Danebrog, 1839 zum Oberadjutanten und 1841 zum Oberst befördert. Er gehörte anschließend der Kommission an, die 1842 eine neue Heeresordnung entwarf, und sich für eine allgemeine Wehrpflicht aussprach, die vom dänischen König Christian VIII. jedoch abgelehnt wurde. Am 25. März 1848 wurde Hansen zum Leiter der Abteilung des neu geschaffenen Kriegsministeriums und Anton Frederik Tscherning, den er bereits aus seiner Zeit in Frankreich kannte, als Kriegsminister eingesetzt. Sie vereinbarten 1848 im Zusammenhang mit den ihnen aufgetragenen Kriegsvorbereitungen die Einführung der allgemeinen Wehrpflicht. Am 23. Oktober 1848 war Hansen Mitglied der Verfassungsgebenden Reichsversammlung (Den Grundlovgivende Rigsforsamling).
Den Posten des Kriegsministers hatte er wie folgt inne:
- Regierung Moltke II, 16. November 1848 bis 13. Juli 1851
- Regierung Bluhme I, 27. Januar 1852 bis 21. April 1853
- Regierung Ørsted, 21. April 1853 bis 12. Dezember 1854
- Regierung Bluhme II, 11. Juli 1864 bis 6. November 1865

Nach seiner Entlassung wurde er General à la suite. Er blieb zeitlebens unverheiratet.

## Auszeichnungen
- 1821: Ritterkreuz des Dannebrogordens[1]
- 1829: Dannebrogsmændenes hæderstegn[1]
- 1836: Komtur des Dannebrogordens[1]
- 1848: Großkreuz des Dannebrogordens[1]
- 1865: Elefanten-Orden[1]